# Farsi hijra
Le farsi hijra est une langue secrète parlée par les communautés hijra et koti du Sud de l'Asie.

## Locuteurs
Les Hijras sont une communauté transgenre marginale vivant dans des groupes fermés de plusieurs villes d'Inde et du Pakistan. La langue, aussi connue sous le nom de Farsi koti, est parlée par la communauté hijra du Pakistan et du Nord de l'Inde (sauf le Bengale-Occidental).

## Langue
Le farsi hijra est basé sur l'Hindoustani et non sur le persan, malgré ce que suggère son nom. La structure des phrases est très proche de l'ourdou, bien qu'il existe des différences notables.
Bien que la langue ne soit pas basée sur le persan, les Hijra considèrent que leur langue est liée à celle de l'empire moghol, qu'ils associent à l'identité hijra. Le farsi hijra ressemble beaucoup à l'hindi, mais n'est pas intelligible aux locuteurs de l'hindi en raison de son intonation particulière et d'un grand nombre de mots différents.
Le farsi hijra est construit comme une langue classique, mais s'en différencie par son vocabulaire limité, probablement dû au fait qu'il ne soit parlé qu'au sein de communautés fermées.